# Matthias Hartig
Matthias Hartig (* 4. August 1947 in Altenburg) ist ein deutscher Soziolinguist und Hochschullehrer.

## Leben und Wirken
Nach seiner Reifeprüfung 1966 in Frankfurt am Main studierte Matthias Hartig Germanistik, Philosophie, Soziologie, Romanistik und Anglistik an der Universität Frankfurt/M. 1973 promovierte er zum Dr. phil. an der Ruhr-Universität Bochum. Von 1973 bis 1974 arbeitete er als wissenschaftlicher Assistent an der Universität Paderborn, ab 1974 als Akademischer Rat bzw. Oberrat. Im Jahre 1976 habilitierte er sich dort und lehrte ab 1980 als Professor. Seine Forschungsschwerpunkte sind Soziolinguistik und Sprachsoziologie.

## Veröffentlichungen (Auswahl)
- mit Ursula Kurz: Sprache als soziale Kontrolle. Neue Ansätze zur Soziolinguistik (= Edition Suhrkamp, Bd. 453). Suhrkamp, Frankfurt/M. 1971.
- Syntax und Semantik in der Transformationsgrammatik (= Linguistische Reihe, Bd. 21). Hueber, München 1975, ISBN 3-19-006773-2 (= Teilw. Dissertation der Universität Bochum).
- mit Johannes Aßheuer: Aufbau einer Schulgrammatik auf der Primar- und Sekundarstufe. Schwann, Düsseldorf 1976, ISBN 3-590-14520-X.
- mit Ursula Kurz: Sprache als soziales System. In: Ursula Wenzel (Hrsg.): Sprache, Persönlichkeit, Sozialstruktur. Hoffmann u. Campe, Hamburg 1977, S. 271–291, ISBN 3-455-09205-5. m
- mit Robert I. Binnick: Grammatik und Sprachgebrauch. Neue Ansätze der Sprachverhaltensforschung. Beck, München 1978, ISBN 3-406-04588-X.
- Einführung in die Sprachphilosophie. Kohlhammer, Stuttgart 1978, ISBN 3-17-004696-9.
- Soziolinguistik für Anfänger. Hoffmann u. Campe, Hamburg 1980, ISBN 3-455-09246-2.
- Anwendungsorientierter Sprachunterricht. Schwann, Düsseldorf 1981, ISBN 3-590-15399-7.
- (Hrsg.): Angewandte Soziolinguistik (= Tübinger Beiträge zur Linguistik, Bd. 170). Narr, Tübingen 1981, ISBN 3-87808-170-7.
- Sprache und sozialer Wandel. Kohlhammer, Stuttgart 1981, ISBN 3-17-005845-2.
- Sozialer Wandel und Sprachwandel. Explorative Studie zur Entwicklung der Dialektfunktion in unserer Gesellschaft (= Tübinger Beiträge zur Linguistik, Bd. 182). Narr, Tübingen 1981, ISBN 3-87808-972-4.
- Soziolinguistik (= Angewandte Linguistik des Deutschen, Bd. 1). Lang, Bern 1985, ISBN 3-261-03490-4 (2. Aufl. u.d.T.: Soziolinguistik des Deutschen. Weidler, Berlin 1998, ISBN 3-89693-316-7).
- (Hrsg.): Perspektiven der angewandten Soziolinguistik (= Tübinger Beiträge zur Linguistik, Bd. 182). Narr, Tübingen 1986, ISBN 3-87808-282-7.
- Das Kom-Konzept. Das Modell für erfolgsorientierte Kommunikation. Lang, Bern 1991, ISBN 3-261-04405-5.
- Die Inkunabeln der Erzbischöflichen Akademischen Bibliothek Paderborn. Harrassowitz, Wiesbaden 1993, ISBN 3-447-03310-X.
- Erfolgsorientierte Kommunikation. Wege zur kommunikativen Kompetenz. Francke, Tübingen 1997, ISBN 3-8252-1965-8.
- Psycholinguistik des Deutschen. Weidler, Berlin 1999, ISBN 3-89693-317-5.